# Núi

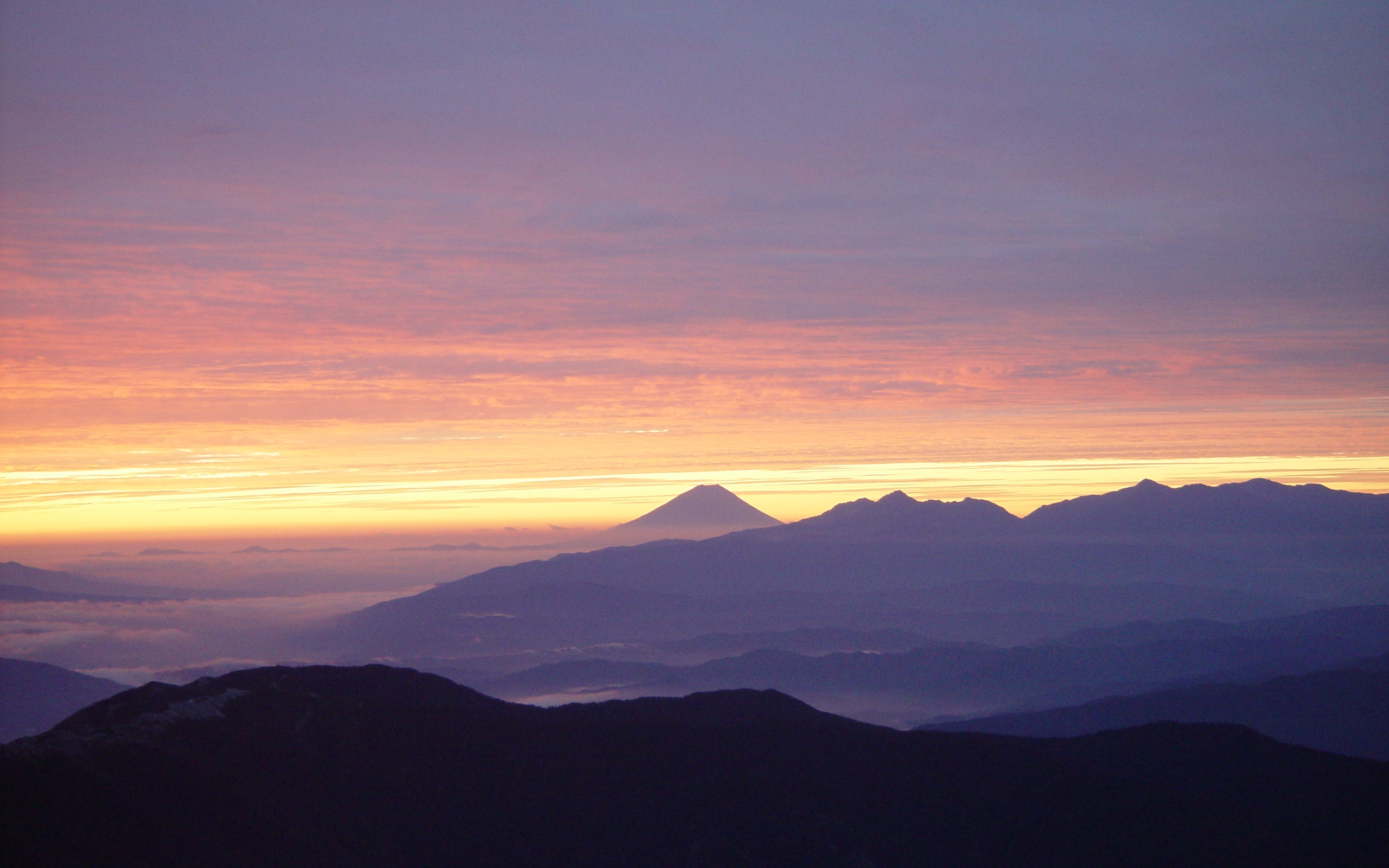
Núi Phú Sĩ - ngọn núi nổi tiếng của Nhật Bản

Núi là dạng địa hình phổ biến của Trái Đất, chiếm 52% diện tích châu Á, 36% Bắc Mỹ, 25% châu Âu, 22% nam Mỹ, 17% của Australia, khoảng 33% bề mặt châu Âu và 24% bề mặt Trái Đất.

## Định nghĩa
Chương trình môi trường Liên Hợp Quốc định nghĩa "môi trường núi" gồm:
- Cao độ ít nhất 2.500 m (8.200 ft);
- Cao độ ít nhất 1.500 m (4.900 ft), với độ dốc lớn hơn 2 độ;
- Cao độ ít nhất 1.000 m (3.300 ft), với độ dốc lớn hơn 5 độ;
- Cao độ ít nhất 300 m (980 ft), với dãy độ cao 300 m (980 ft) phân bố kéo dài 7 km (4,3 mi).

Theo định nghĩa trên, vùng núi chiếm 33% diện tích Á-Âu, 19% ở Nam Mỹ, 24% của Bắc Mỹ, và 14% châu Phi. Chiếm 24% bề mặt đất liền Trái Đất.

## Chiều cao
Chiều cao của núi thường được tính từ mực nước biển. Dãy Himalaya có chiều cao trung bình là 5 km tính từ mặt nước biển, còn dãy Andes là 4 km. Phần lớn các dãy núi khác cao trung bình từ 2 đến 2,5 km. Everest, thuộc dãy Hymalaya với độ cao 8848 m tính từ mặt nước biển, là đỉnh núi cao nhất thế giới.

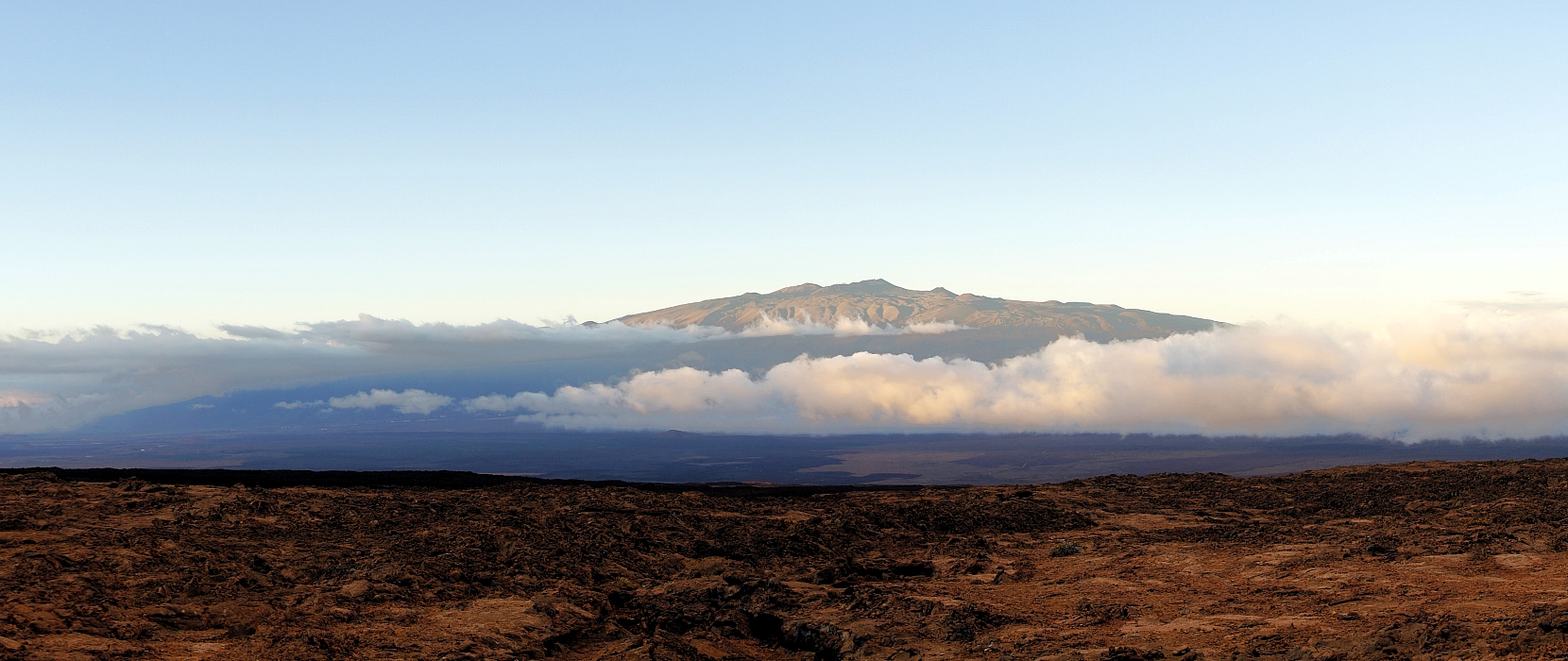
Khối núi lửa Mauna Kea - Hawaii

Tuy nhiên, nếu tính từ tâm Trái Đất thì phần lồi ra xa tâm nhất là đỉnh Chimborazo, thuộc dãy Andes ở Ecuador. Chiều cao 6272 m tính từ mặt nước biển của nó thậm chí thấp hơn đỉnh cao nhất của dãy Andes, nhưng do ellipsoid của Trái Đất phình ra ở xích đạo và Chimborazo lại gần xích đạo, nên nó cao hơn 2150 m so với Everest, nếu tính từ tâm Trái Đất.
Nếu tính từ vòng chân núi không kể mực nước biển thì Mauna Kea, thuộc Hawaii, Hoa Kỳ là đỉnh có chiều cao lớn nhất. Phần trồi trên mặt nước biển chỉ cao 4205 m, nhưng phần nằm dưới mặt nước khoảng 6000 m, tổng cộng 10205 m.
Với chiều cao 26 km, cao hơn hẳn so với các ngọn núi trên Trái Đất (Andrew Fraknoi et al., 2004), núi Olympus Mons trên Sao Hỏa hiện nay được coi là ngọn núi cao nhất trong Hệ Mặt Trời.

## Đặc điểm
Các ngọn núi được tạo thành từ quá trình kiến tạo địa chất cách đây hàng triệu năm về trước. Phần lớn các núi có sườn dốc hai bên, đỉnh thường nhọn. Đỉnh núi còn được gọi là rẻo cao.

## Địa chất
Có ba loại núi chính gồm núi lửa, núi uốn nếp và núi khối tảng. Núi thường được hình thành do sự di chuyển của các mảng thạch quyển, hoặc là chuyển động tạo núi hoặc chuyển động trồi do nén ép. Các lực nén ép, nâng đẳng tĩnh, và các lực của vật liệu xâm nhập làm cho bề mặt đá nâng lên, tạo nên một địa hình cao hơn xung quanh. Độ cao của chúng có thể là đồi, nếu cao hơn và dốc hơn thì gọi là núi. Hai loại núi được tạo thành theo cách này tùy thuộc vào sự tương tác với các lực kiến tạo gồm núi uốn nếp và núi khối tảng. Các dạng tạo núi khác bao gồm núi lửa và sống núi giữa đại dương.

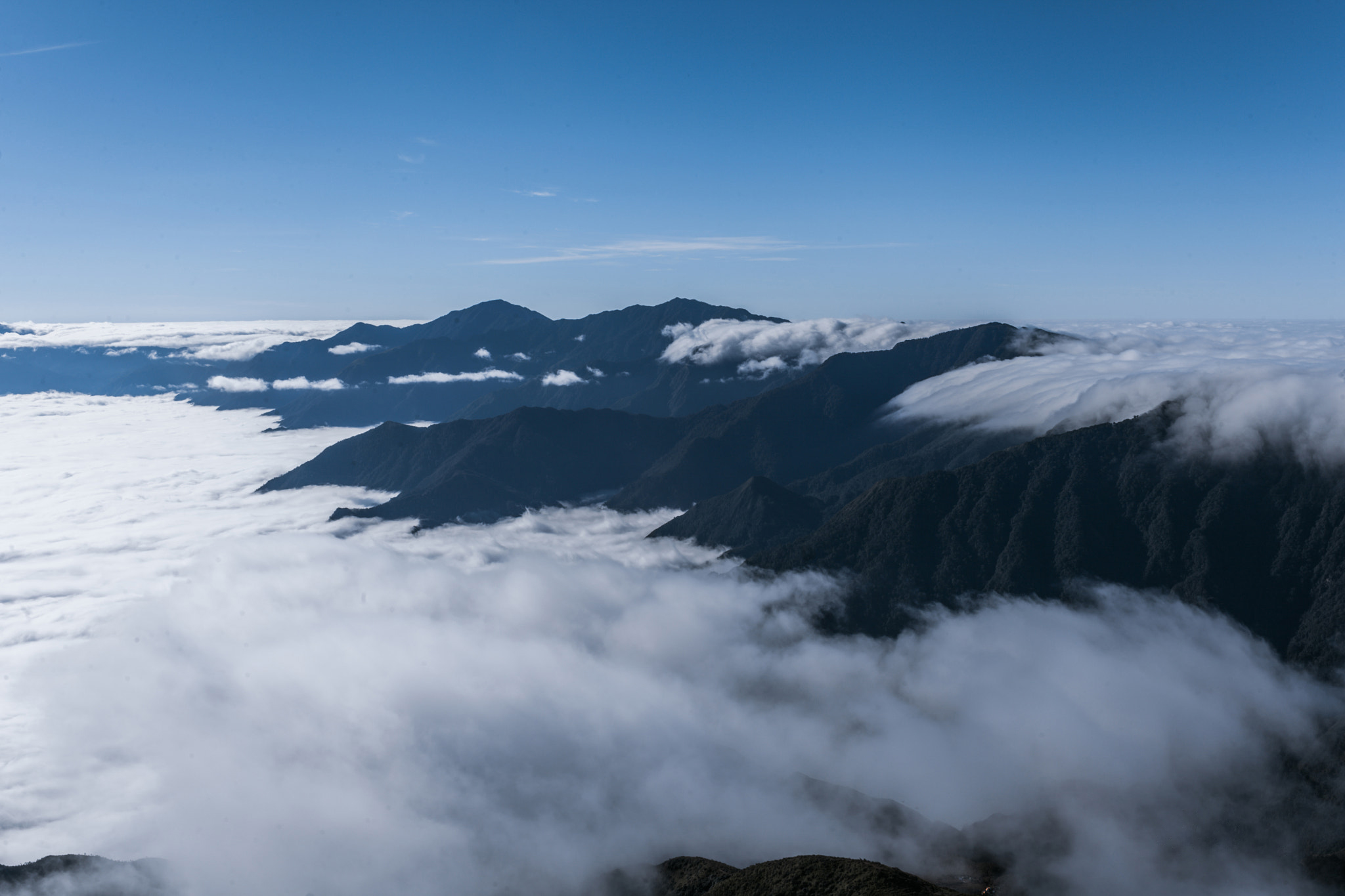
Hoàng Liên Sơn là một dãy núi uốn nếp

### Núi uốn nếp
Các lực nén ép khi va chạm lục địa có thể gây ra các khu vực bị nén ép làm cho chúng dày hơn và tạo ra nếp uốn, theo đó các vật liệu chuyển động theo hướng lên hoặc xuống.

### Núi khối tảng

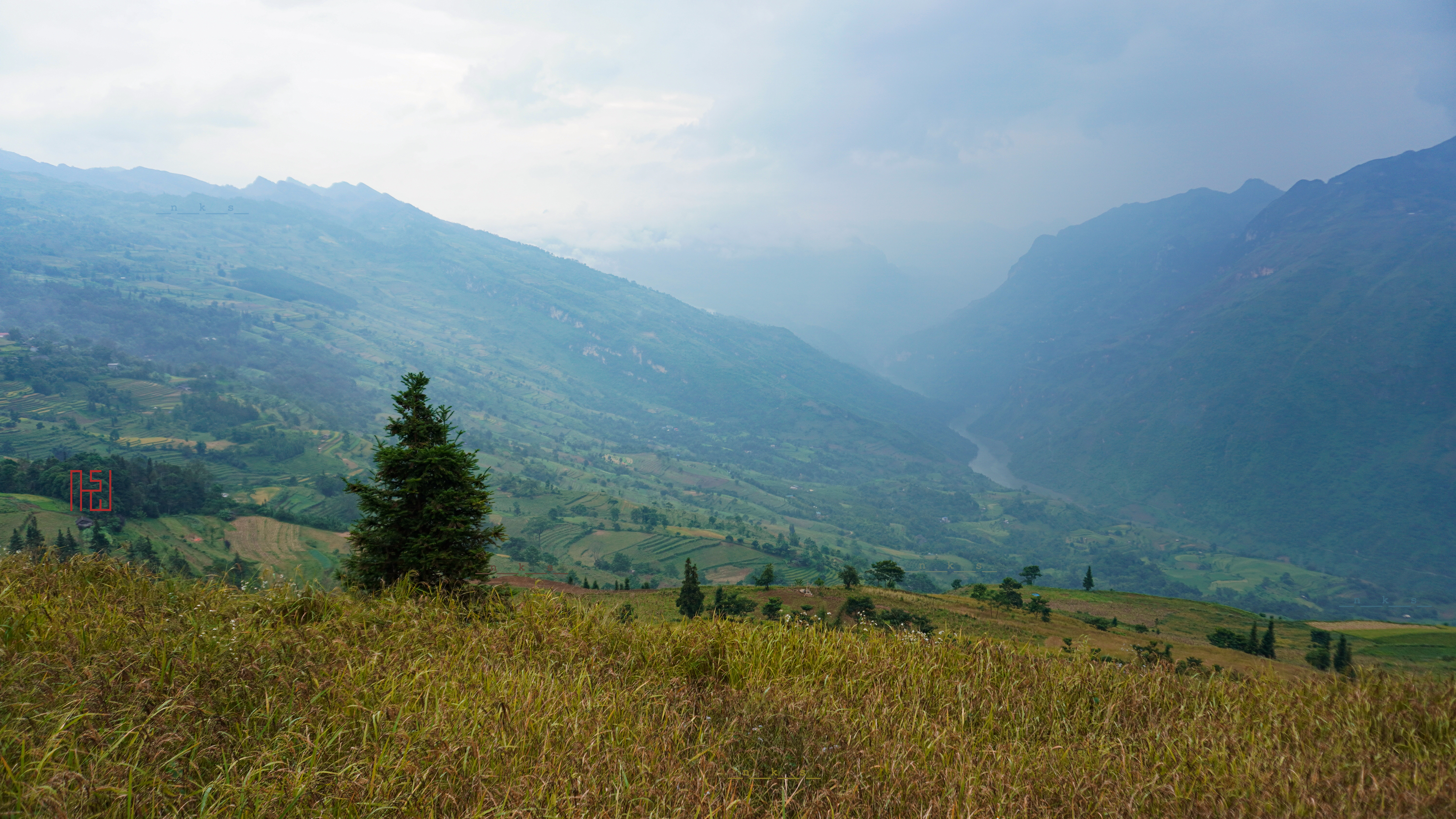
Khối núi thượng nguồn sông Chảy ở Hà Giang

Núi khối tảng được tạo ra khi các khu vực rộng lớn bị tách ra theo các đứt gãy có sự chuyển động theo phương thẳng đứng. Các loại này khá phổ biến. Các khối được nâng lên tạo thành các núi khối tảng hay các địa lũy. Các khối sụt lún tạo thành các địa hào: đây là một trường hợp trong phạm vi nhỏ so với hệ thống thung lũng tách giãn. Có thể gặp các dạng địa hình này ở Đông Phi, vùng núi Vosges của Pháp, vùng Basin và Range phía Tây Bắc Mỹ và thung lũng sông Rhine.

### Núi lửa

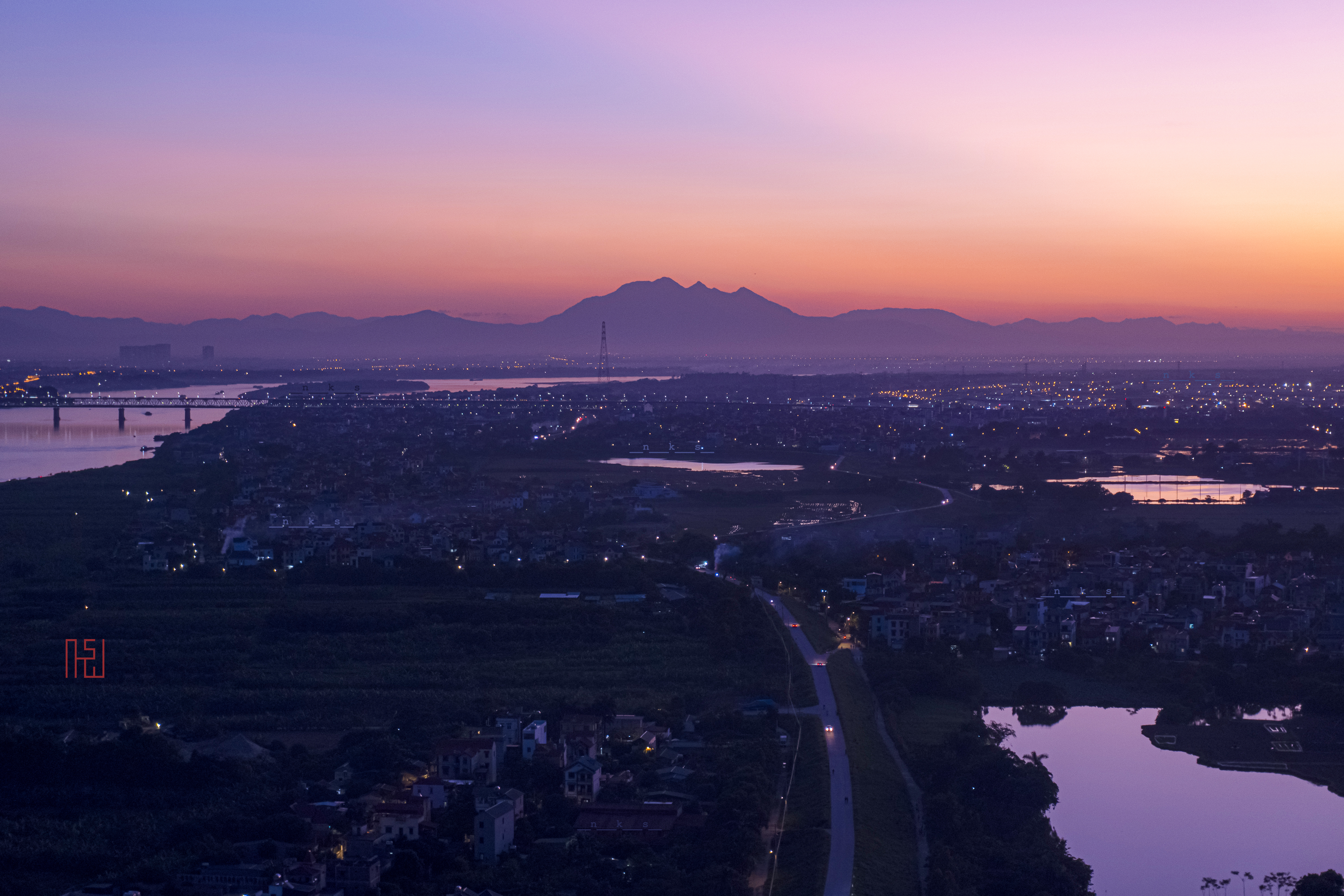
Núi Ba Vì là tàn tích của một núi lửa cổ đã ngưng hoạt động

Các núi lửa được hình thành khi một mảng này bị hút chìm bên dưới mảng khác hoặc hình thành ở các sống núi giữa đại dương hoặc điểm nóng. Ở độ sâu khoảng 100 km, các đá bị nung chảy và tạo thành mácma sau đó dòng mácma này tràn lên trên bề mặt. Khi macma lên đến bề mặt, nó thường tạo thành các núi lửa như núi lửa hình khiêng, hay núi lửa tầng. Ví dụ như Núi Phú Sĩ ở Nhật Bản và núi Pinatubo ở Philippines. Macma không lên đến bề mặt để tạo thành múi mà chúng có thể hóa đá bên dưới bề mặt vẫn có thể tạo thành các núi dạng vòm như Núi Navajo ở Hoa Kỳ.

#### Sống núi giữa đại dương
Sống núi giữa đại dương là một dãy núi nằm dưới nước hình thành bởi hoạt động kiến tạo mảng. Đây là kiểu sống núi đại dương mang đặc điểm của một trung tâm tách giãn đại dương, hay còn gọi là tách giãn đáy đại dương. Đáy biển được nâng lên là kết quả của các dòng đối lưu dâng lên từ manti ở dạng macma ở vùng yếu (mỏng) dạng tuyến trong vỏ đại dương và chảy tràn trên đáy đại dương ở dạng dung nham, tạo ra vỏ mới bởi sự đông đặc.

### Xói mòn

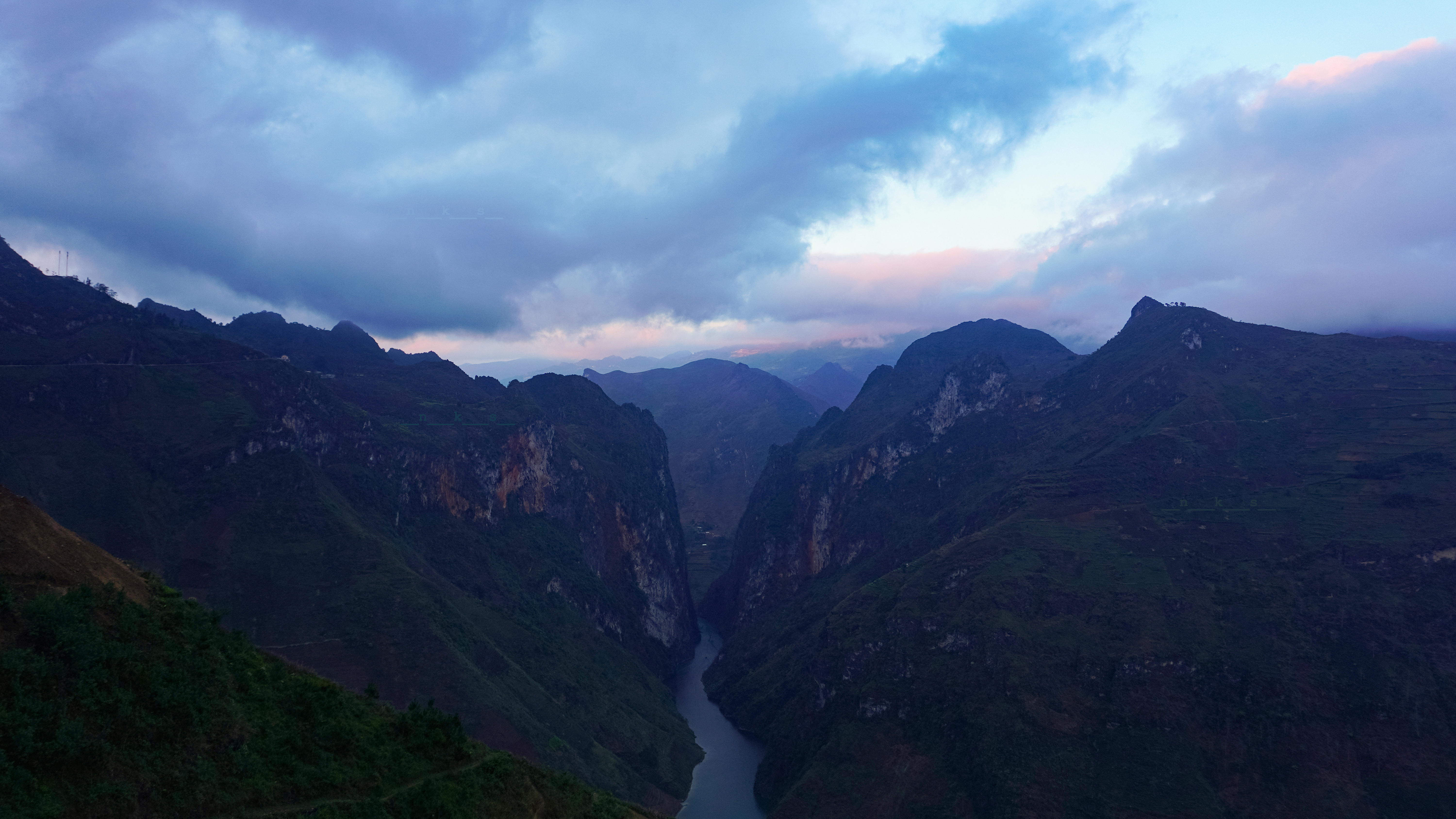
Hẻm vực Tu Sản được tạo thành bởi sự xói mòn của sông Nho Quế

Trong và sau khi nâng lên, các núi phải chịu sự tác động của các tác nhân gây xói mòn như nước, gió, băng và trọng lực. Xói mòn làm cho bề mặt của núi trở nên trẻ hơn so với các đá cấu thành nó. Các hoạt động của sông băng tạo ra các đặc điểm của địa hình như các đỉnh kim tự tháp, phân thủy sắc nhọn, địa hình trũng dạng cái bát có thể bao gồm các hồ. Các núi ở cao nguyên như Catskills, được tạo thành từ việc xói mòn của các cao nguyên được nâng lên.

## Những ngọn núi nổi tiếng

### Việt Nam

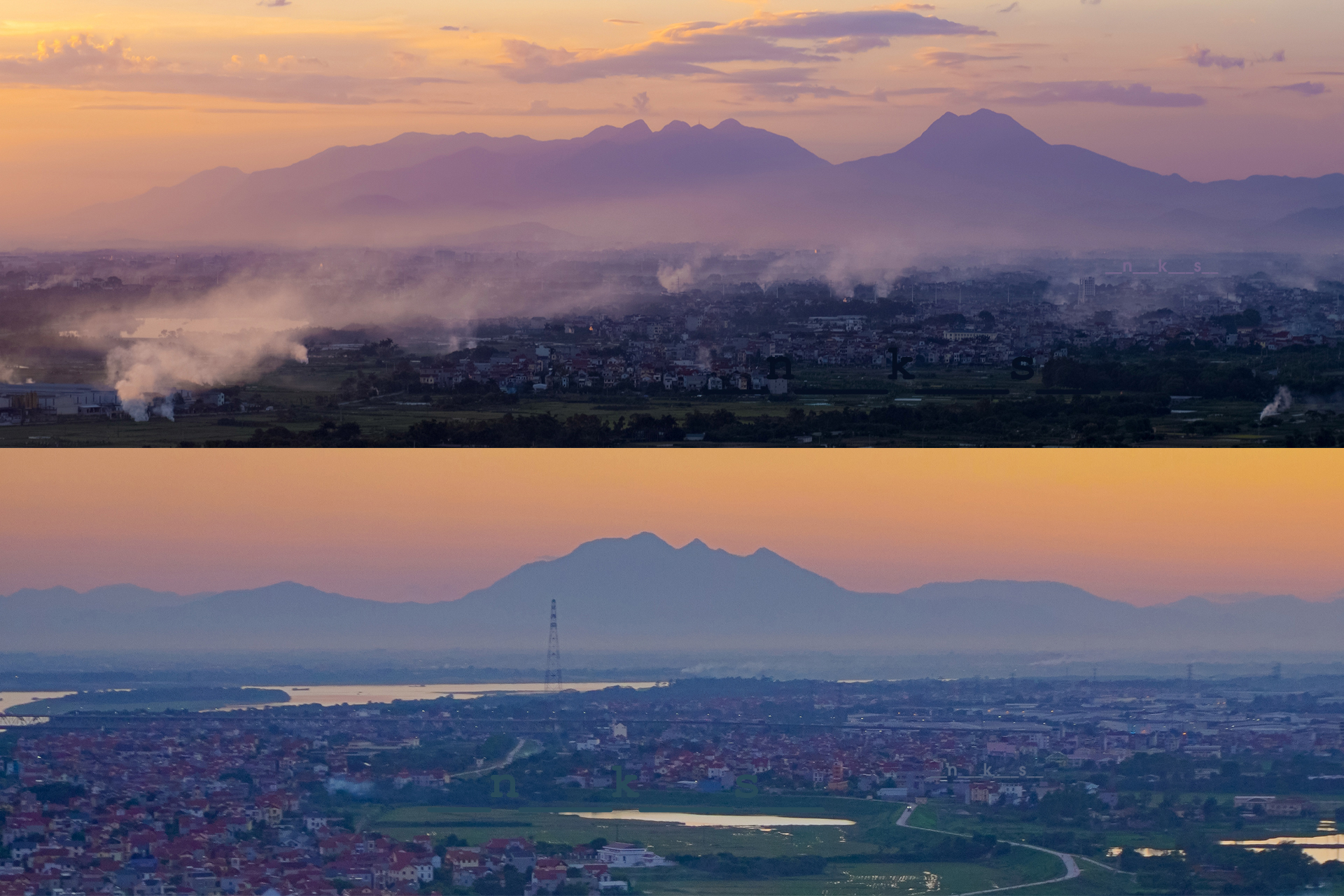
Tam Đảo (trên) và Ba Vì (dưới) nhìn từ Hà Nội

- Hoàng Liên Sơn - dãy núi cao nhất Việt Nam với đỉnh Fansipan
- Dãy Trường Sơn dãy núi dài nhất Viêt Nam, kéo dài từ bắc Trung Bộ tới Tây Nguyên ra tận biển.
- Núi Tam Đảo, Vĩnh Phúc
- Núi Ba Vì - đỉnh núi cao nhất Hà Nội
- Núi Bà Đen, Tây Ninh - ngọn núi cao nhất Nam Bộ
- Vùng Bảy Núi, An Giang.
- Núi Ngọc Linh - ngọn núi cao nhất miền Trung, có loài nhân sâm của Việt Nam nổi tiếng

### Thế giới

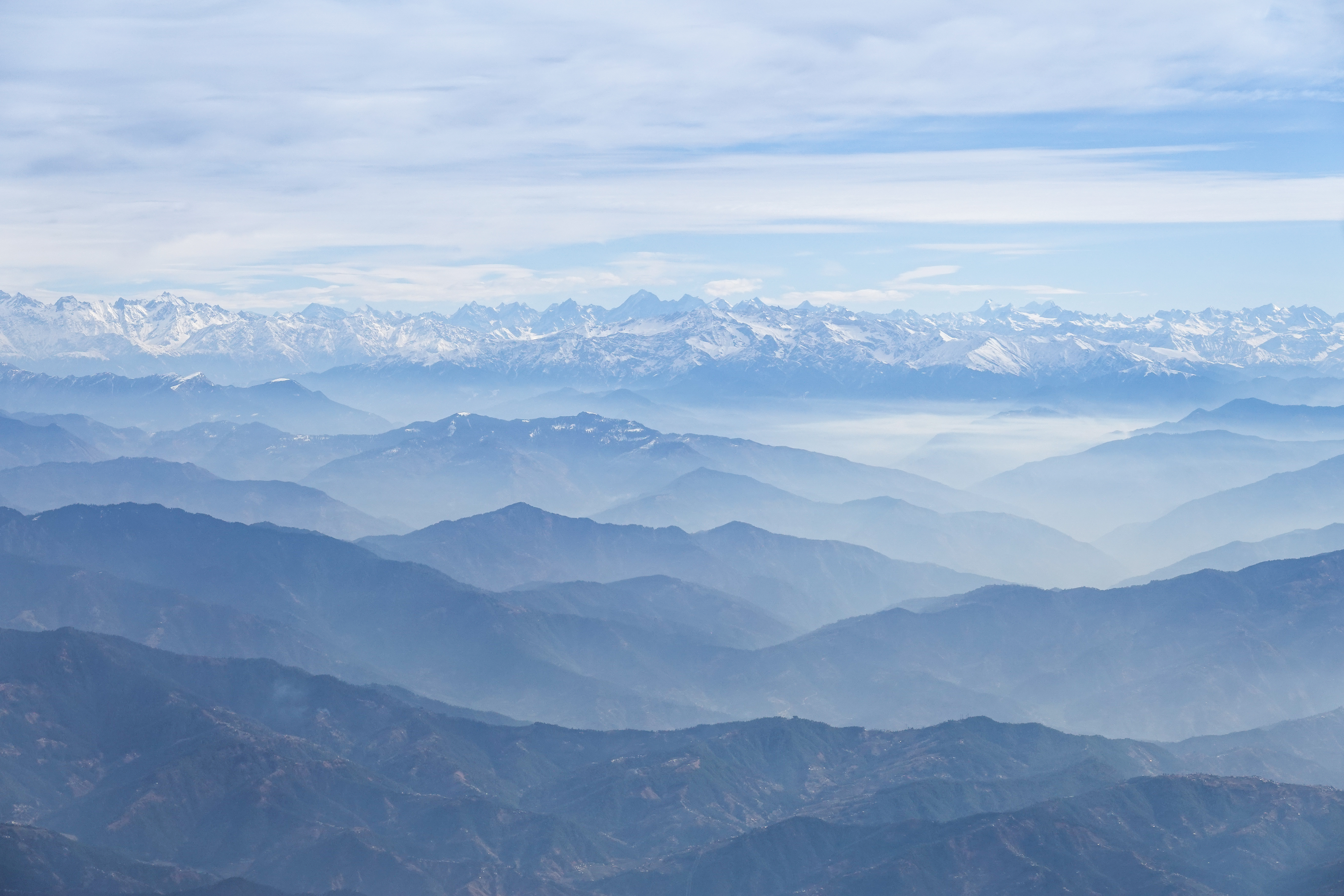
Một phần của dãy Himalaya nhìn từ Himachal Pradesh, Ấn Độ

- Dãy núi Hymalaya - dãy núi cao nhất thế giới với đỉnh Everest - đỉnh núi cao nhất thế giới.
- Dãy Andes - dãy núi dài nhất châu Mỹ, gắn liền với nền văn minh Andes.
- Ngọn núi Acaguona - đỉnh núi cao nhất Nam Mỹ
- Dãy Alps - dãy núi chính của châu Âu.
- Núi Phú Sĩ, ngọn núi nổi tiếng của Nhật Bản.
- Núi Thái Sơn, Trung Quốc
- Đỉnh Núi Kilimanjaro - đỉnh núi cao nhất Châu Phi